# Bataille de Boutcha
Invasion de l'Ukraine par la Russie de 2022, Offensive de Kiev
Batailles
Offensive de Kiev (Jytomyr, Kiev) : 
- 1re Hostomel
- Tchernobyl
- Ivankiv
- Kiev
- 2e Hostomel
- Vassylkiv
- Boutcha
- Irpin
  - Bombardement de réfugiés
- Jytomyr
- Mochtchoun
- Makariv
- Brovary

Offensive du Nord (Tchernihiv, Soumy) :
- Hloukhiv
- Slavoutytch
- Bombardements
- Soumy
- Trostianets
- Tchernihiv
- Okhtyrka
- Lebedyn
- Konotop
- Romny
- Desna
- Escarmouches frontalières

Russie  (Briansk, Belgorod) :
- Incursions en Russie occidentale
  - Oblast de Briansk
  - Oblasts de Belgorod et de Koursk
    - Incursions de 2024

  - Bombardement de Belgorod
- Oblast de Koursk (août 2024)

Campagne de l'Est (Donetsk, Louhansk, Kharkiv)
Kharkiv :
- 1re Kharkiv
  - Tchouhouïv
  - Bombardements : en février
  - en mars
  - en avril
  - du bâtiment administratif
- Izioum
- 2e Kharkiv
  - Balaklia
  - 1re Koupiansk
  - Chevtchenkove
- 3e Kharkiv

Nord du Donbass:
- Starobilsk
- Sloviansk
  - Dovhenke
  - 1re Lyman
  - Sviatohirsk
  - Bohorodychne et Krasnopillia
  - Bombardements : Bilohorivka
  - Kramatorsk
- Sievierodonetsk
  - Kreminna
  - Donets
  - Roubijné
  - Popasna
  - Tochkivka
  - Massacre
- Lyssytchansk
- 2e Kharkiv
  - Balaklia
  - 1re Koupiansk
  - Chevtchenkove
  - 2e Lyman
- Oblast de Louhansk
  - Ligne Svatove-Kreminna
  - Serebryansky
  - 2e Koupiansk

 Centre du Donbass:
- Horlivka
- Popasna
- Svitlodarsk
- Bakhmout
  - Soledar
- Siversk
- Tchassiv Iar
- Toretsk

Sud du Donbass :
- Volnovakha
- Marioupol
  - Bombardements : de l'hôpital
  - du théâtre
  - de l'école d'art
- Pisky
- Vouhledar
  - Pavlivka
- Marïnka
- Contre-offensive de 2023
- Avdiïvka
- Novomykhaïlivka
- Pokrovsk
  - Krasnohorivka
  - Toretsk
- Bombardements :
- Makiïvka
- Donetsk

Campagne du Sud (Mykolaïv, Kherson, Zaporijjia)
- 1re Kherson
- Odessa
- Melitopol
- Mykolaïv
  - Bombardements : à fragmentation
  - du bâtiment administratif
- 1re Berdiansk
- Zaporijjia
- Tchornobaïvka
- Enerhodar
- Voznessensk
- Houliaïpole
- Davydiv Brid
- 2e Berdiansk
- Nova Kakhovka
- 2e Kherson
  - Doudtchany
- Dniepr
- Tchoulakivka
- Contre-offensive de 2023
  - Robotyne

Frappes aériennes dans l'Ouest et le Centre de l'Ukraine
- Lviv (02/2022)
- Vinnytsia (03/2022)
- Yavoriv (03/2022)
- Deliatyne (03/2022)
- Dnipro

Guerre navale
- Île des Serpents (02/2022)
- Moskva (04/2022)

Attaques en Crimée
- Novofedorivka (08/2022)
- Djankoï (08/2022)
- Pont de Crimée (10/2022)
- Base navale de Sébastopol (10/2022)
- Pont de Crimée (07/2023)
- Base navale de Sébastopol (09/2023)

Débordement
- Aéroport de Millerovo
- Sabotages en Russie
- Attaques en Transnistrie
- Sabotage des gazoducs Nord Stream
- Terrain d'entraînement militaire de Soloti
- Explosions en Pologne
- Bases aériennes de Dyagilevo et Engels-2
- Base aérienne de Minsk-Matchoulichtchi
- Crise russo-moldave de 2023
  - Accusations de tentative de coup d'État en Moldavie
- Incident de drone de 2023 en mer Noire
- Rébellion du groupe Wagner

Massacres
- Tchernihiv
- Boutcha
- Borodianka
- Olenivka
- Izioum

La bataille de Boutcha est une bataille pour le contrôle de la ville de Boutcha entre les forces armées russes et ukrainiennes lors de l'invasion de l'Ukraine par la Russie de 2022. 
Elle s'inscrit dans le cadre de l'offensive de Kiev, ou les forces russes ont cherché à prendre Boutcha, Irpin et Hostomel afin d'encercler et d'assiéger la capitale ukrainienne Kiev depuis l'ouest,. En raison de l'intensité de l'offensive de Kiev, l'Administration d'État de l'oblast de Kiev a nommé Boutcha, avec Irpin, Hostomel, l'autoroute M06 et Vychhorod comme les endroits les plus dangereux de l'oblast de Kiev.
La bataille a duré du 27 février au 31 mars 2022 et s'est terminée par le retrait des forces russes. 
Les forces armées ukrainiennes ont résisté à '’avancée russe dans les banlieues ouest de la capitale, Irpin, Boutcha et Hostomel. Boutcha était l'un des endroits que l'administration d'État de l'oblast de Kiev a désigné comme l'un des endroits les plus dangereux de l'oblast de Kiev.  Après le retrait des forces russes de Boutcha et la reprise du contrôle de la ville par les forces ukrainiennes, des rapports faisant état d'atrocités découvertes par l'armée russe ont attiré l’attention internationale.

## Péambule
Le 25 février, les forces russes avancent vers la banlieue d'Hostomel et son aéroport depuis le nord-ouest après avoir partiellement percé les défenses ukrainiennes à Ivankiv, pris l'aéroport et établi un point d'ancrage dans la ville. Bien qu’il y ait encore une résistance ukrainienne à Hostomel, les forces russes commencent à avancer vers le sud pour s'emparer des villes voisines d'Irpin et de Boutcha dans le but d'encercler Kyïv. Plus tard dans la journée, des soldats russes sont vus en train de piller un immeuble d'habitation près de Boutcha,.

## Déroulement

### Invasion russe
Au début de l'invasion, les forces russes ont pris l'aéroport de Hostomel, situé au nord de Boutcha, et ont pris pied dans la ville le 27. Bien que l'armée ukrainienne ait contesté l'occupation russe à Hostomel, les forces russes ont commencé à se déplacer vers le sud pour s'emparer de Boutcha et de la ville voisine d'Irpin dans le but d'encercler Kiev,.

### Reprise ukrainienne
Le 1er avril 2022, le maire de la ville annonce que les forces ukrainiennes ont repris le contrôle de la ville, à la suite du retrait des troupes russes au nord de Kiev.

## Bilan humain
Après la reconquête de la ville par les forces ukrainiennes, les corps de dizaines de civils sont découverts, certains avec les mains liées dans le dos. Selon le maire de la ville, Anatoliy Fedoruk (en), à la date du 2 avril au moins 287 personnes, « hommes et des femmes de tous âges », ont été enterrées dans des fosses communes : « Tous ces gens ont été fusillés [...]. [Les Russes] les tuaient d’une balle dans la nuque ».
Le 3 avril, la procureure générale d'Ukraine Iryna Venediktova annonce que les corps de 410 civils ont été retrouvés à ce jour dans les différentes villes reprises aux Russes au nord de Kiev.

## Vidéographie
- [vidéo] Les images de Boutcha, ville ukrainienne où les soldats russes ont semé la mort, BFMTV, 3 avril 2022.